# Helmut Linssen

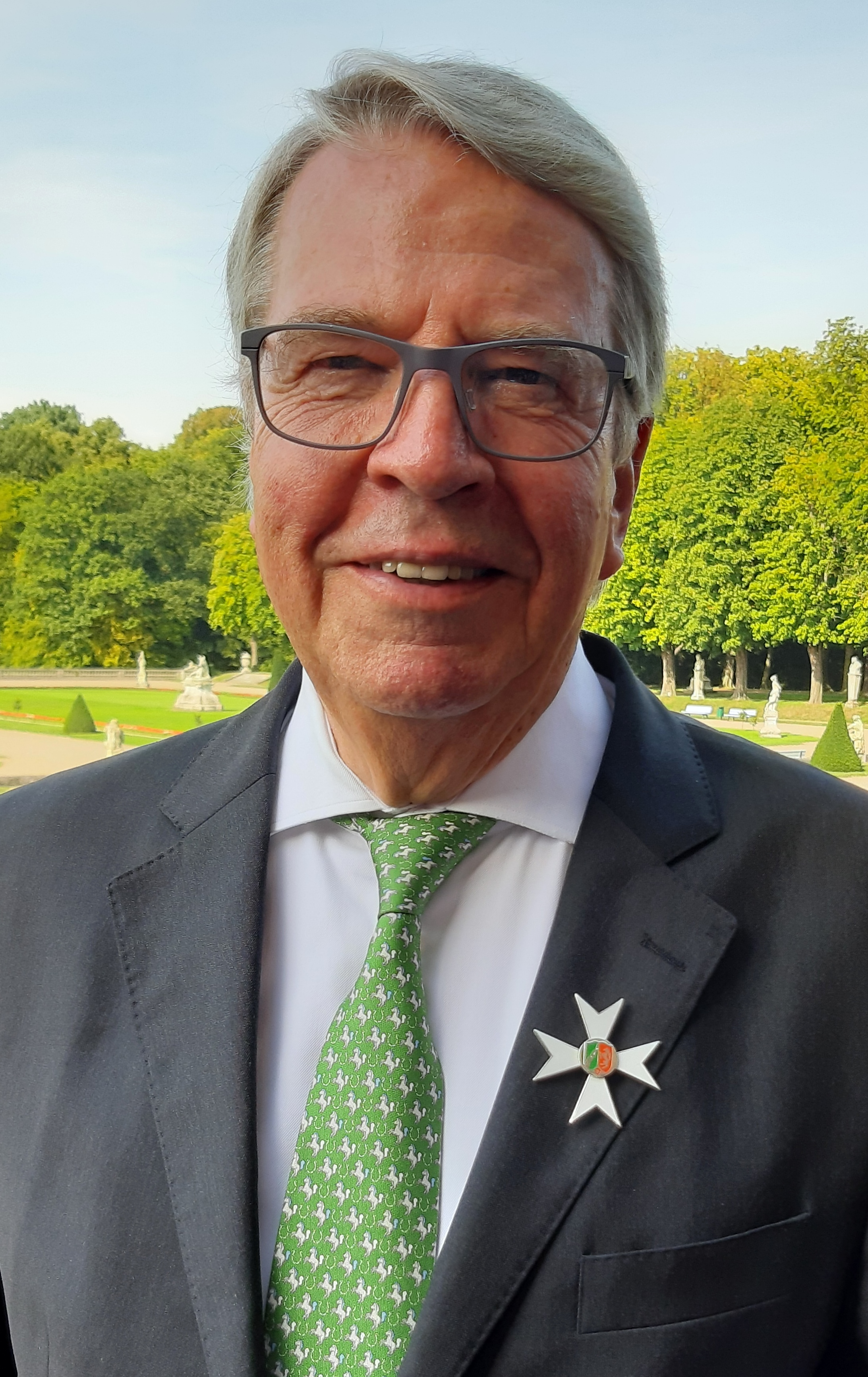
Helmut Linssen (2019) mit dem Verdienstorden des Landes Nordrhein-Westfalen

Helmut Linssen  (* 21. Juni 1942 in Krefeld) ist ein deutscher Politiker (CDU). Er war vom 24. Juni 2005 bis zum 15. Juli 2010 Finanzminister des Landes Nordrhein-Westfalen, direkt daran anschließend Bundesschatzmeister der CDU. Am 6. Februar 2014 kündigte er infolge zunehmenden Drucks nach dem Bekanntwerden seiner Steueroasen-Geschäfte seinen Rückzug an.

## Ausbildung und Beruf
Linssen entstammt einer katholisch-konservativen Unternehmerfamilie aus dem Niederrhein. Nach dem Abitur am humanistischen Gymnasium des Kreises und der Stadt Geldern 1961 absolvierte er eine kaufmännische Lehre im Groß- und Außenhandel sowie im Im- und Export in Hamburg. Im Anschluss daran studierte Linssen Wirtschafts- und Sozialwissenschaften an der Universität Hamburg und der Ludwig-Maximilians-Universität München. Er beendete seine Studien 1968 als Diplom-Kaufmann und wurde 1972 in München mit der Dissertation Interdependenzen im absatzpolitischen Instrumentarium der Unternehmung zum Dr. rer. pol. promoviert. Während des Studiums und danach arbeitete er als selbständiger Kaufmann im mittelständischen Betrieb der Familie, einem 1925 von seinem Vater gegründeten Agrargroßhandel mit Mühlenbetrieb, der Heinrich Linssen KG in Geldern, welche 1994 zur BSL – Biesterfeld Scheibler Linssen GmbH & Co. KG in Hamburg fusionierte.

## Politische Laufbahn

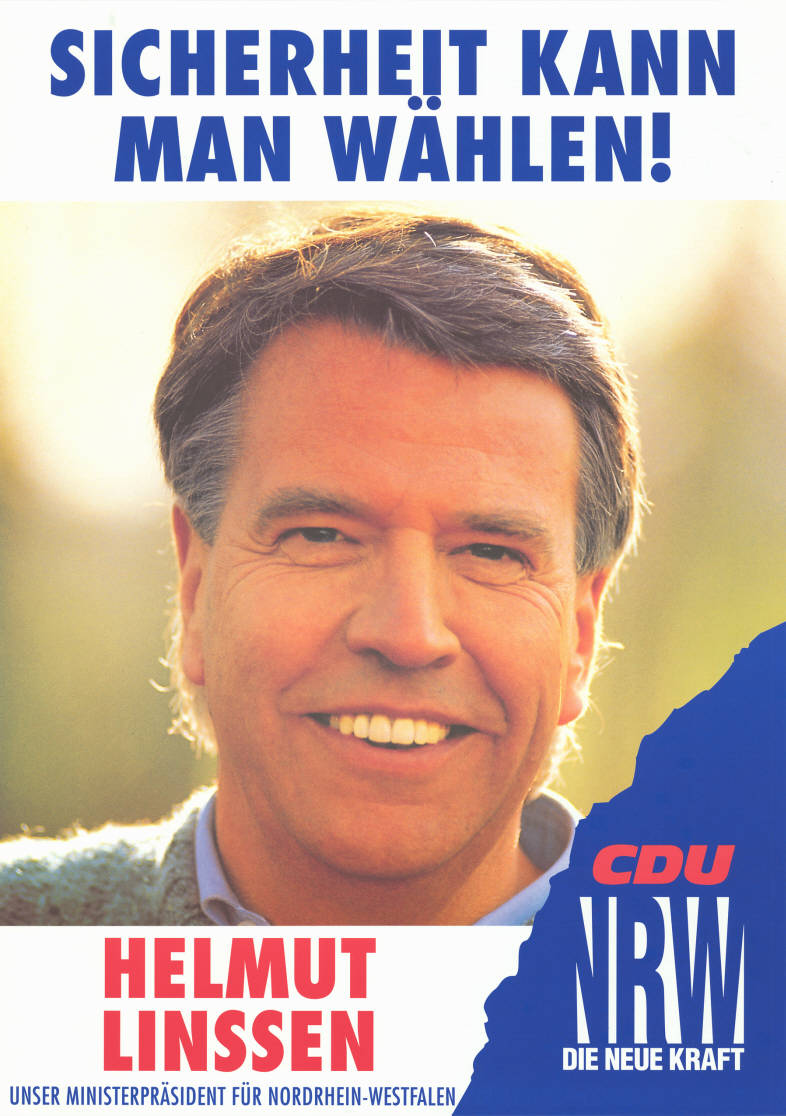
Wahlplakat mit Linssen als Spitzenkandidat zur Landtagswahl in Nordrhein-Westfalen 1995

Linssen trat 1972 der CDU bei und war von 1975 bis 1980 im Rat seiner Heimatstadt Geldern (Niederrhein). 1980 zog er erstmals in den Nordrhein-Westfälischen Landtag ein. Er vertrat den Wahlkreis Kleve I, der heute die Kommunen Geldern, Issum, Kalkar, Kerken, Kevelaer, Rheurdt, Straelen, Uedem, Wachtendonk und Weeze umfasst. Von 1987 bis 1991 war er Generalsekretär der CDU Nordrhein-Westfalen und von 1990 bis 1999 Fraktionsvorsitzender der CDU-Landtagsfraktion. Als solcher amtierte er zugleich als Oppositionsführer des Landtags. Bei der Landtagswahl 1995 trat er als Spitzenkandidat gegen den damaligen Ministerpräsidenten von NRW und späteren Bundespräsidenten Johannes Rau an, konnte sich jedoch nicht gegen ihn durchsetzen.
Im Januar 1999 bewarb sich Linssen als Landesvorsitzender der CDU Nordrhein-Westfalens. Der Posten war durch den Verzicht Norbert Blüms vakant geworden. Neben Linssen bewarben sich die ehemalige Staatssekretärin im Bundesbauministerium, Christa Thoben, und der ehemalige Bundesminister Jürgen Rüttgers um den Vorsitz. Letzterer setzte sich knapp gegen Linssen durch. Von 2000 bis 2005 war er 1. Vizepräsident des Landtags von Nordrhein-Westfalen und Vorsitzender des Ausschusses für Wirtschaft, Mittelstand und Technologie.
Bei der Landtagswahl 2005 gewann Linssen in seinem Wahlkreis das Direktmandat mit 58,4 % der gültigen Stimmen. Er gehörte von Juli 2005 bis Juli 2010 dem Kabinett von Jürgen Rüttgers als Finanzminister des Landes Nordrhein-Westfalen an. Bei der Landtagswahl in Nordrhein-Westfalen 2010 zog er nicht mehr in den Landtag ein. Auf Grund der Wahlniederlage der CDU und des damit verbundenen Umstands, dass Jürgen Rüttgers seiner SPD-Kontrahentin Hannelore Kraft die Regierungsgeschäfte übergeben musste, schied auch Linssen aus der Landesregierung aus.
Auf dem 23. Parteitag der CDU Deutschlands am 15. November 2010 wurde er mit 97,18 Prozent der Stimmen als Nachfolger von Eckart von Klaeden zum Bundesschatzmeister der CDU gewählt.

## Posten bei der RAG-Stiftung
Linssen war von Dezember 2012 bis April 2019 im Vorstand der RAG-Stiftung verantwortlich für die Finanzen. Die Stiftung soll nach dem Ende des Steinkohlebergbaus in Deutschland ab 2019 die Ewigkeitskosten (Dauerbergschäden, Grubenwasserhaltung und Grundwasserreinigung) des Bergbaus finanzieren und verwaltet ein milliardenschweren öffentliches Vermögen. Linssen besetzt im Zuge seines Vorstandsmandats bei der Stiftung auch Aufsichtsratsposten bei der RAG Aktiengesellschaft und der RAG Deutsche Steinkohle AG. Für seine Ämter erhielt Linssen 650.000 Euro im Jahr. Er legte sein Amt zum 5. April 2019 nieder. Sein Nachfolger ist Jürgen-Johann Rupp.

## Mitgliedschaften und sonstige Mandate
Er ist Mitglied des Bundes Katholischer Unternehmer. 

## Eingestelltes Strafverfahren wegen Steuerhinterziehung
Am 4. Februar 2014 wurde bekannt, dass die Familie Linssen Gelder durch die Gründung von Offshore-Briefkastengesellschaften ins Ausland verlagert hatte. Im August 1997 hatte Helmut Linssen 829.322 Mark bei der Bank HSBC Trinkaus & Burkhardt International S.A. in Luxemburg in bar eingezahlt, das danach mithilfe der Bank zuerst auf einen Trust mit dem Namen „Longdown Properties Corp.“ eingezahlt wurde, der auf der Steueroase Bahamas registriert war. Ausdrücklich habe Linssen mit der Bank "Selbstabholung" vereinbart. Kein Dokument sollte nach Deutschland geschickt werden. Als 2001 Gerüchte aufkamen, dass die Bahamas Briefkastengesellschaften nicht mehr verheimlichen würden, habe die HSBC das Konto auflösen und einer anderen Briefkastengesellschaft in Panama zuordnen lassen. Die Firma war so angelegt, dass für Außenstehende, etwa die deutschen Behörden, nicht erkennbar war, wem sie gehörte. Linssen schloss das Konto Ende 2004, wenige Monate bevor Jürgen Rüttgers ihn in sein Kompetenzteam für die Landtagswahl NRW 2005 holte und er 2005 CDU-Landesfinanzminister in NRW wurde.
Im Jahr 2010 hatte Linssens Nachfolger als Finanzminister von NRW, Norbert Walter-Borjans, eine Steuer-CD gekauft. Darauf waren Daten von Kunden der HSBC-Trinkaus & Burkhardt Bank. 2012 ist dann ein Strafverfahren gegen Linssen eingeleitet worden. Doch Linssen musste aufgrund der Verjährungsfrist nur seine Zinserträge für die Jahre 2001 bis 2005 nachweisen. Weil zumindest während dieser Zeit keine Zinsen angefallen sind, da die Kosten der Geldanlage höher gewesen waren als der Ertrag, wurde das Verfahren ohne Nachzahlung eingestellt. Er habe die „teuerste Lösung gewählt, die am Markt war, um garantiert keinen Gewinn zu erzielen“, sagte Linssen. Woher das Geld stammte, mit dem Lissen 1997 das Konto in Luxemburg aufgefüllt hat, konnten die Finanzbehörden nicht klären. Linssen bestritt eine Steuerhinterziehung und erklärte, bei dem Geld handele es sich „um privates Vermögen meiner verstorbenen Eltern, das unsere Familie steuerlich korrekt erwirtschaftet hat“.
Am 6. Februar 2014, drei Tage nach Bekanntwerden der Enthüllungen, nahm die Partei das Rücktrittsgesuch ihres Schatzmeisters entgegen. Sein Amt beim CDU-Kreisverband Kleve als Schatzmeister legte er „mit sofortiger Wirkung“ nieder. Sein Name tauchte in den im April 2016 veröffentlichten „Panama Papers“ zu Inhabern von Briefkastenfirmen auf.

## Familie
Sein Vater starb, als Helmut Linssen 19 Jahre alt war. Er hat einen Bruder, ist seit 1970 verheiratet, hat eine Tochter und fünf Enkelkinder.

## Belege
1. ↑  Linssen: „‚Ich habe mich im Interesse der Partei und meiner Familie entschlossen, die Parteivorsitzende zu bitten, auf dem kommenden Parteitag im April einen neuen Schatzmeister zu wählen‘, sagte Linssen der ‚Bild‘-Zeitung.“ Zitiert nach: Bericht über Briefkastenfirma: CDU-Schatzmeister Linssen gibt Amt auf, Spiegel Online, 6. Februar 2014.
2. 1 2  persönlich. Helmut Linssen, archiviert vom Original am 22. Februar 2014; abgerufen am 10. September 2019.
3. ↑  Geschichte der CDU NRW, abgerufen am 24. Oktober 2013.
4. ↑  Dr. Helmut Linssen. RAG-Stiftung, abgerufen am 1. Februar 2019.
5. ↑  Frank Dohmen: Steueraffäre: Linssen soll 650.000-Euro-Posten behalten dürfen., Spiegel Online, 8. Februar 2014.
6. ↑  Dr. Jürgen Rupp zum neuen Finanzvorstand der RAG-Stiftung bestellt. RAG-Stiftung, 1. April 2019, abgerufen am 29. Juli 2019.
7. ↑  Wigbert Löer, Oliver Schröm: CDU-Schatzmeister Linssen hortete Geld in Briefkastenfirma, Stern Online, 4. Februar 2014.
8. ↑  Bernd Dörries, Hans Leyendecker: Der CDU-Schatzmeister spricht in Rätseln, Süddeutsche Zeitung, 5. Feb. 2014; diskutiert die Anlieferungsbedingungen sowie die Bedeutung der "Selbstabholung".
9. ↑  Wigbert Löer, Oliver Schröm: CDU-Schatzmeister Linssen hortete Geld in Briefkastenfirma., Stern Online, 4. Februar 2014.
10. ↑  Rainer Kellers: Vorwürfe gegen Ex-Finanzminister: Helmut Linssen hatte Konto auf den Bahamas. (Memento vom 5. Februar 2014 im Internet Archive)}, wdr.de, 4. Februar 2014.
11. ↑  Rainer Kellers: Linssens Stuhl im RAG-Vorstand wackelt (Memento vom 7. Februar 2014 im Internet Archive), wdr.de, 8. Februar 2014.
12. ↑  Süddeutsche.de GmbH: Panama Papers – Häufige Fragen zu Panama Papers - und Antworten. In: Süddeutsche.de. 5. April 2016, abgerufen am 5. April 2016.

| Personendaten    | Personendaten                  |
| ---------------- | ------------------------------ |
| NAME             | Linssen, Helmut                |
| KURZBESCHREIBUNG | deutscher Politiker (CDU), MdL |
| GEBURTSDATUM     | 21. Juni 1942                  |
| GEBURTSORT       | Krefeld                        |